# LOVE CLOVER
「LOVE CLOVER」（ラブ・クローバー）は、中山美穂の37枚目のシングル。1998年4月8日にキングレコードからリリースされた。

## 解説
- バンドGLAYのリーダーTAKUROが、女性ヴォーカリストに歌って欲しいと作った当曲のデモテープを中山が聴き、リリースの運びとなった。
- 共にアルバムの製作中という事もあり電話やファックスでのやりとりでレコーディングが進められた。クレジットにはないがTAKUROと同じGLAYのメンバーであるTERUがコーラスで参加している。
- 詞の大部分はTAKUROによるもので、中山はほんの少し手を加えただけだったので、作詞のクレジットに中山の名前を入れるつもりはなかったが、TAKUROの意向で連名となった。
- 日本テレビ系『メレンゲの気持ち』のエンディングテーマ曲に起用された縁から、同番組にゲスト出演した。

## 収録曲
1. LOVE CLOVER
  - 作詞: TAKURO・中山美穂、作曲: TAKURO、編曲: TAKURO
2. empty pocket
  - 作詞: 中山美穂・小竹正人、作曲: TAKURO、編曲: 是永巧一・溝口肇
3. LOVE CLOVER（オリジナルカラオケ）
4. empty pocket（オリジナルカラオケ）

## 収録アルバム
- LOVE CLOVER
  - YOUR SELECTION 1
  - COLLECTION IV
  - Complete SINGLES BOX
  - 中山美穂 パーフェクト・ベスト2
  - 30th Anniversary THE PERFECT SINGLES BOX
  - All Time Best
- empty pocket
  - YOUR SELECTION 2
  - Complete SINGLES BOX
  - 30th Anniversary THE PERFECT SINGLES BOX